# 亚历山大·列昆科夫
亚历山大·米哈伊洛维奇·列昆科夫（俄语：Александр Михайлович Рекунков；1920年10月27日—1996年5月23日），苏联政治人物，担任苏联总检察长。1988年退休，继续担任顾问。